# Jüdischer Friedhof (Münzenberg)
Der Jüdische Friedhof Münzenberg ist ein Friedhof in der Stadt Münzenberg im Wetteraukreis in Hessen.
Der von einer brusthohen Bruchsteinmauer umgebene jüdische Friedhof liegt unweit östlich der Steinbergstraße (= Landesstraße L 3136). Östlich verläuft die A 45. Über die genaue Anzahl der Grabsteine auf dem 941 m² großen Friedhof gibt es keine Angaben.

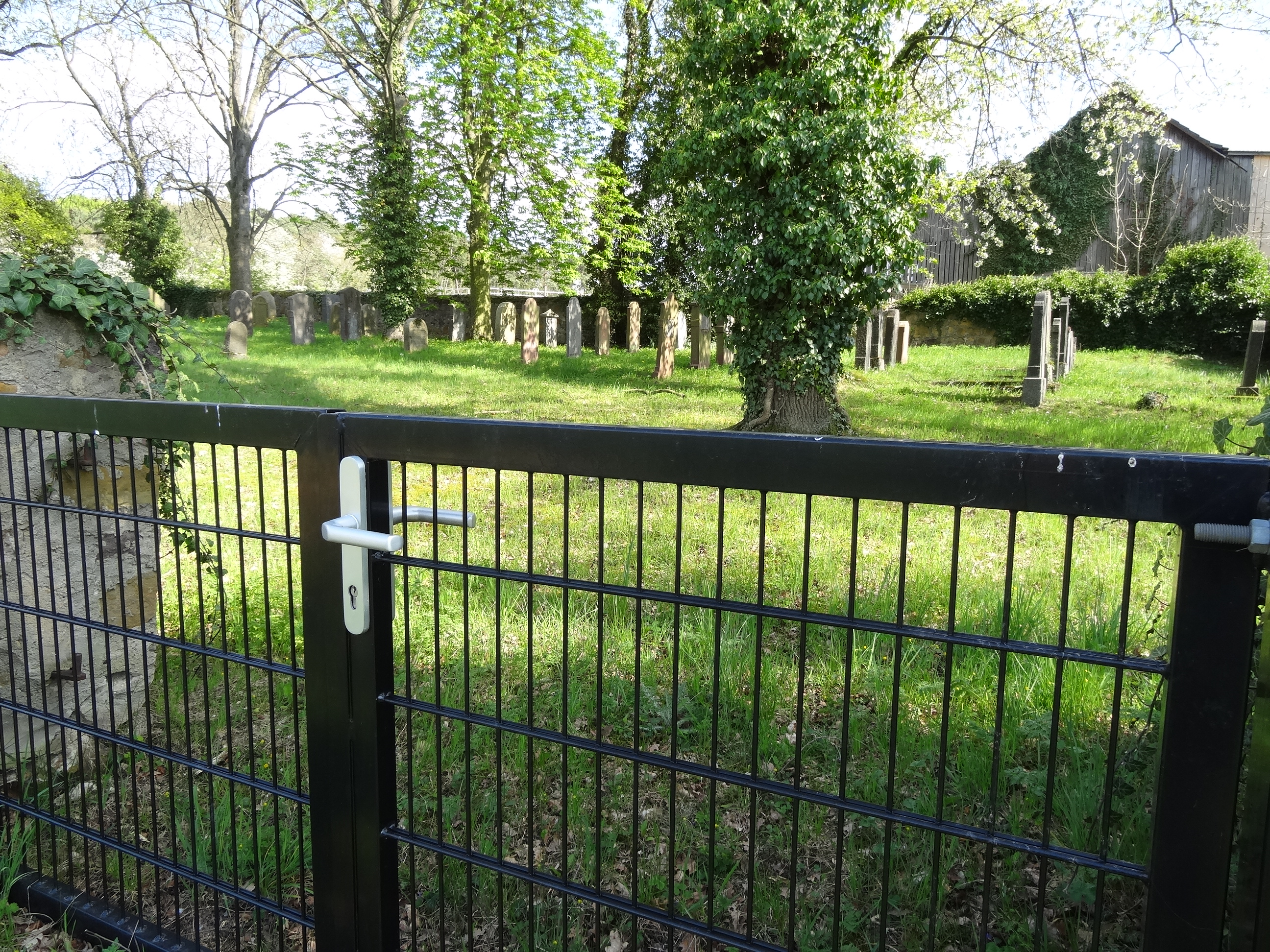
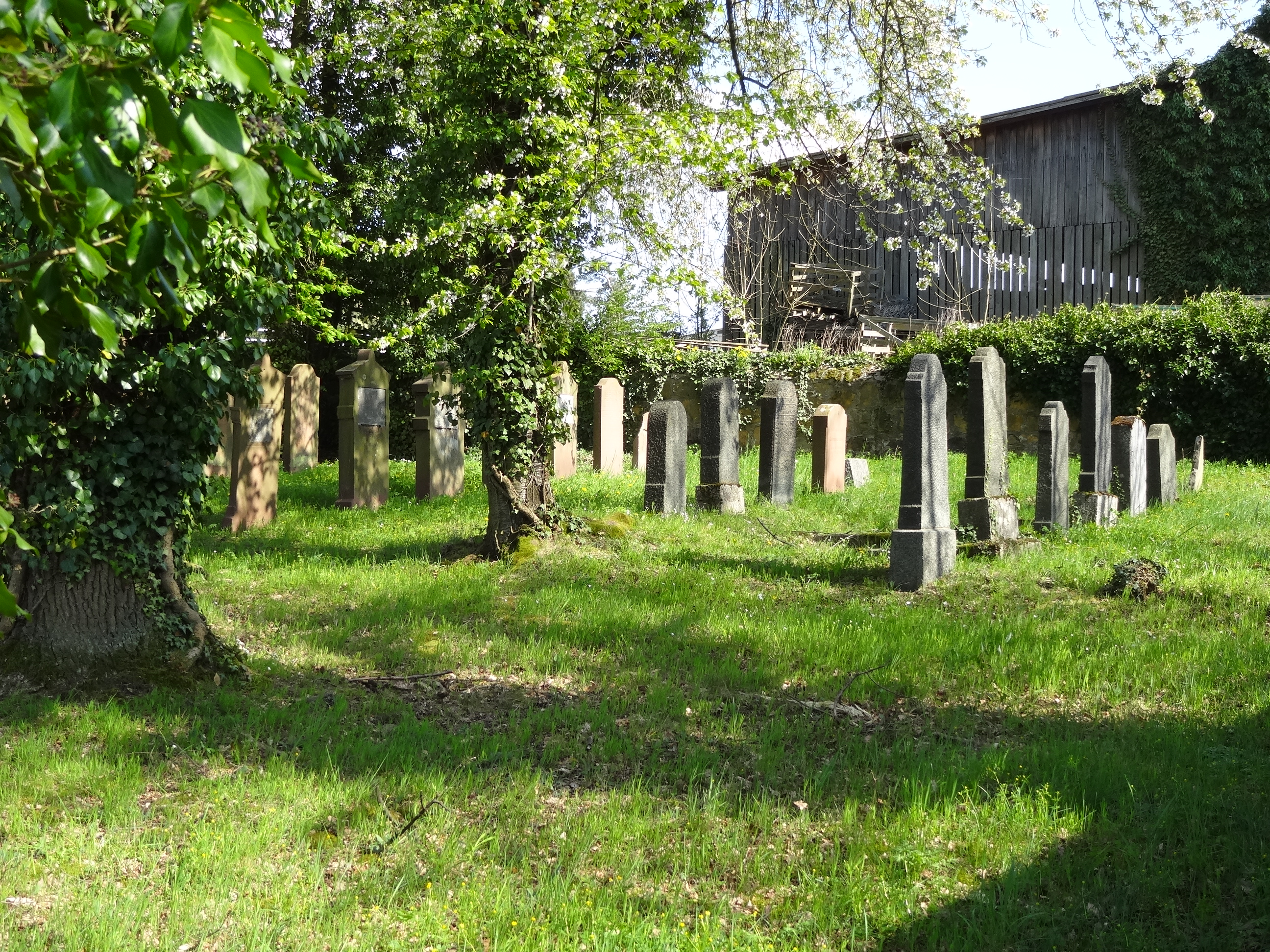
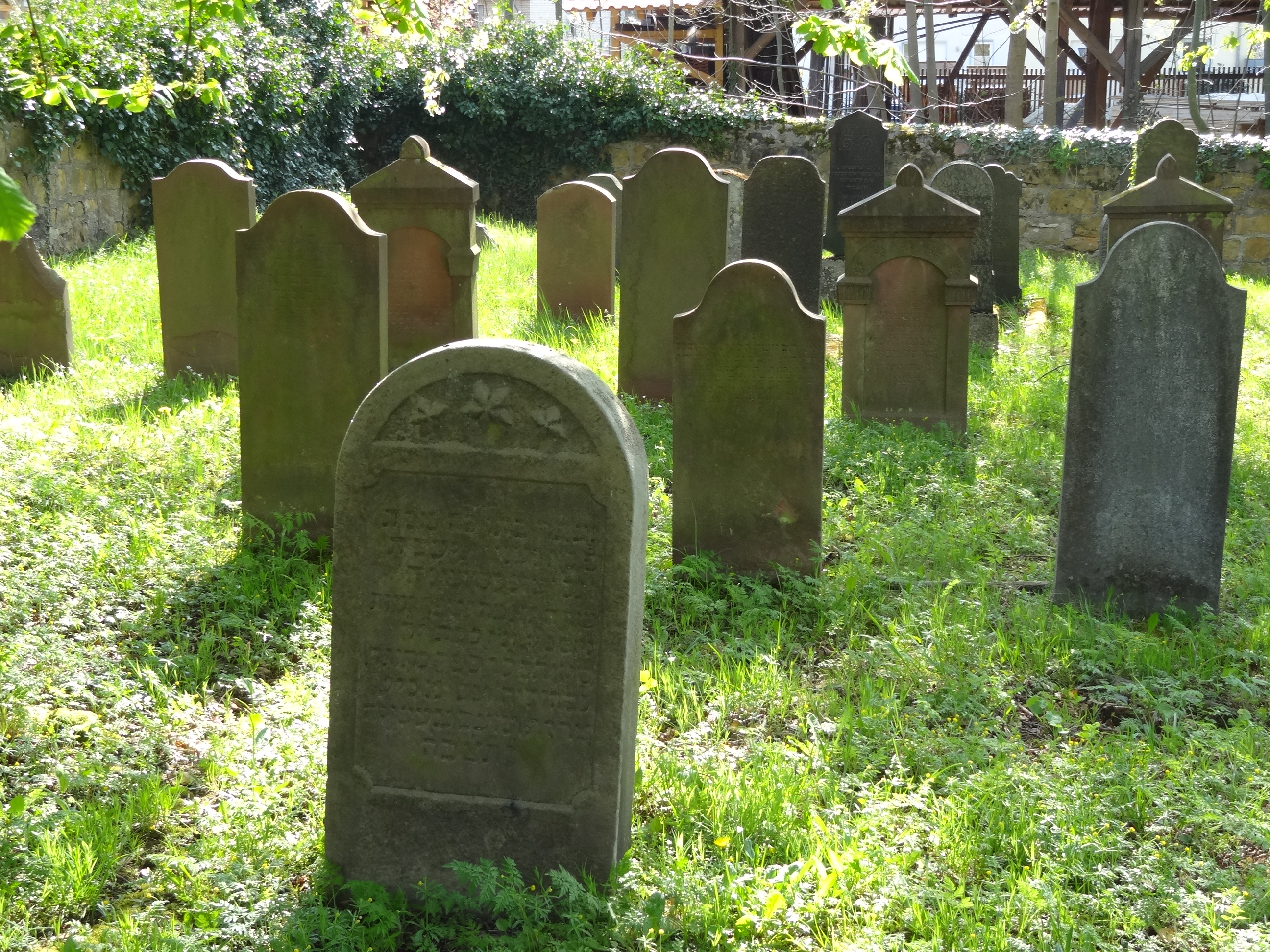

## Geschichte
Der Friedhof wurde in der ersten Hälfte des 19. Jahrhunderts angelegt. Es sind Grabsteine ab 1840 vorhanden.